# Paradmete
Paradmete is een geslacht van weekdieren uit de klasse van de Gastropoda (slakken).

## Soorten
- Paradmete arnaudi Numanami, 1996
- Paradmete breidensis Numanami, 1996
- Paradmete crymochara (Rochebrune & Mabille, 1885)
- Paradmete curta (Strebel, 1908)
- Paradmete fragillima (Watson, 1882)
- Paradmete percarinata Powell, 1951